# Sean McKittrick
Sean McKittrick (* 1975) ist ein US-amerikanischer Filmproduzent.

## Karriere
McKittrick besuchte die University of California, Los Angeles. Als Filmproduzent trat er 1997 zum ersten Mal in Erscheinung, dabei war er für den Film Visceral Matte verantwortlich. In den folgenden Jahren folgten Filme wie Donnie Darko, Southland Tales, The Box – Du bist das Experiment, God Bless America und Stolz und Vorurteil und Zombies. Für seine Beteiligung als Filmproduzent bei dem Film Get Out erhielt er bei der Oscarverleihung 2018 eine Nominierung in der Kategorie „Bester Film“. Des Weiteren wurde der Film für einen PGA-Award nominiert. Für BlacKkKlansman erhielt er 2019 eine zweite Oscar-Nominierung, die er mit Raymond Mansfield, Jason Blum, Jordan Peele und Spike Lee teilte.
2018 wurde er in die Academy of Motion Picture Arts and Sciences berufen, die jährlich die Oscars vergibt.

## Filmografie (Auswahl)
- 1997: Visceral Matter
- 2001: Donnie Darko
- 2006: Southland Tales
- 2009: World’s Greatest Dad (nur Produzent)
- 2009: The Box – Du bist das Experiment (The Box)
- 2011: God Bless America
- 2016: Stolz und Vorurteil und Zombies (Pride and Prejudice and Zombies)
- 2017: Get Out
- 2018: BlacKkKlansman
- 2019: Wir (Us)
- 2020: Antebellum